# Älskar du livet
Älskar du livet är en svenskspråkig balladlåt skriven av Calle Kindbom och Dan Fernström. Björn Kjellman sjöng in sången på en nionde plats i Melodifestivalen 2006. "Älskar du livet" utkom 2006 även på singel, och placerade sig som högst på 18:e plats på försäljningslistan för singlar i Sverige.
Melodin låg även på Svensktoppen i 18 omgångar under perioden 30 april -27 augusti 2006, fyra tredjeplatser som högsta placering där innan den åkte ur .

## Listplaceringar
| Lista (2006) | Topplacering |
| ------------ | ------------ |
| Sverige      | 18           |